# 610 a.C.
Il 610 a.C. (DCX a.C. in numeri romani) è un anno  del VII secolo a.C.

## Eventi
- Salita al trono di Wahemibra sesto sovrano della XXVI dinastia egizia.

## Nati
Anassimandro

## Morti
- Psammetico I, faraone egizio